# A-ha
A-ha is een popgroep uit Noorwegen, bestaande uit zanger Morten Harket, gitarist Paul Waaktaar-Savoy en toetsenist Magne Furuholmen. De groep ontstond in 1982 en het trio verliet Noorwegen om in Londen een muziekcarrière op te bouwen.
In 27 landen scoorde de band nummer 1-hits: "Summer Moved On" (zeventien landen), "Forever Not Yours" (twaalf landen), "Take On Me" (negen landen), "Stay on These Roads" (vier landen), "The Sun Always Shines on T.V.", "The Living Daylights", "Minor Earth Major Sky", "Velvet" en "The Sun Never Shone That Day" (elk drie landen), "Crying in the rain" (twee landen), "Hunting high and low", "I've been losing you", "Manhattan skyline" en "Touchy" (elk één land).

## Geschiedenis
De band werd opgericht in Oslo in 1982. De naam van de band ontstond toen de leden de ABBA-song "Knowing me, knowing you", hoorden. Daar kwam 'a-ha' in voor.
Hun debuutsingle "Take On Me" werd een grote hit, zowel in Europa als in de Verenigde Staten, mede door de bijzondere videoclip die veel op MTV gespeeld werd. Na twee populaire albums ging de verkoop enigszins achteruit, maar a-ha bleef met succes muziek maken.
A-ha heeft het record op zijn naam staan van meeste betalende bezoekers op een eigen concert, namelijk een publiek van meer dan 195.000 mensen in het Maracana Stadion in Rio de Janeiro in Brazilië op 26 januari 1991.
Op 15 oktober 2009 werd aangekondigd dat a-ha, 25 jaar na de doorbraak van de band, zou stoppen in 2010. Er volgde een jubileum- en afscheidstour, de Ending On A High Note Tour. Op 10 oktober 2010 verzorgde a-ha een optreden in de Heineken Music Hall (nu de AFAS Live) te Amsterdam, een dag later in Vorst Nationaal te Brussel. Het laatste concert uit de reeks vond plaats in Oslo op 4 december 2010. Op 21 augustus 2011 speelde de band bij uitzondering nog eenmaal in Oslo, op de nationale herdenkingsbijeenkomst voor de slachtoffers die vielen tijdens de aanslagen daar.
In 2015 werd duidelijk dat A-ha terugkeert naar Brazilië voor een optreden tijdens Rock In Rio. Op 25 maart belegde de band een persconferentie om een reünie aan te kondigen. De comeback ging vergezeld van een nieuw album, Cast in Steel, dat op 4 september 2015 verscheen.
Morten Harket heeft inmiddels ook een aantal solo-cd's uitgebracht: Poetenes evangelium, Wild seed en Vogts villa. Morten Harkets stem heeft volgens sommige bronnen een bereik van vijf octaven.
Pål Waaktaar-Savoy speelt samen met zijn vrouw Lauren Savoy en drummer Frode Unneland in de band Savoy. Van Savoy zijn er inmiddels al vier cd's verschenen: Mary is coming, Lackluster me, Mountains of time en Reasons to stay indoors.
Magne Furuholmen heeft samen met Kjetil Bjerkestrand onder de naam Timbersound diverse cd's uitgebracht, voornamelijk soundtracks voor films/televisieseries etc. Ook is Furuholmen in Noorwegen een bekende kunstenaar. Hij heeft al diverse exposities gehad en maakt kunstwerken van diverse materialen. Sinds 2010 is Furuholmen lid van de groep Apparatjik.
In 2022 verscheen de documentaire A-ha: The movie.

## Invloed
Chris Martin van Coldplay zei in 2005 geïnspireerd te zijn geweest door de muziek van A-ha.

## Albums

### Studioalbums
- Hunting High and Low (1985)
- Scoundrel Days (1986)
- Stay on These Roads (1988)
- East of the Sun, West of the Moon (1990)
- Memorial Beach (1993)
- Minor Earth Major Sky (2000)
- Lifelines (2002)
- Analogue (2005)
- Foot of the Mountain (2009)
- Cast in Steel (2015)
- True North (2022)

### Andere
- The Living Daylights (1987, titelsong op soundtrack)
- Headlines and Deadlines (1991, compilatie)
- How Can I Sleep With Your Voice In My Head (2003, live)
- The Singles 1984-2004 (2004, compilatie)
- The Demo Tapes (2004, demos)
- 25 (2010, compilatie)
- Ending on a High Note (2011, live)
- Time and Again (2016, compilatie)
- a-ha Hits South America (2016, compilatie)
- Summer Solstice (2017, live voor MTV Unplugged)

## Discografie

### Albums
| Album met eventuele hitnotering(en) in de Nederlandse Album Top 100                  | Datum van verschijnen | Datum van binnenkomst | Hoogste positie | Aantal weken | Opmerkingen   |
| ------------------------------------------------------------------------------------ | --------------------- | --------------------- | --------------- | ------------ | ------------- |
| Hunting High and Low                                                                 | 29-10-1985            | 23-11-1985            | 11              | 55           |               |
| Scoundrel Days                                                                       | 10-1986               | 18-10-1986            | 6               | 25           |               |
| Stay on These Roads                                                                  | 28-04-1988            | 14-05-1988            | 5               | 17           |               |
| East of the Sun, West of the Moon                                                    | 22-10-1990            | 27-10-1990            | 20              | 14           |               |
| Headlines and Deadlines: the Hits of A-ha                                            | 31-10-1991            | 16-11-1991            | 28              | 10           | Verzamelalbum |
| Memorial Beach                                                                       | 04-06-1993            | -                     | -               | -            |               |
| Minor Earth, Major Sky                                                               | 21-04-2000            | 29-04-2000            | 55              | 4            |               |
| Lifelines                                                                            | 02-04-2002            | 11-05-2002            | 92              | 2            |               |
| How Can I Sleep with Your Voice in My Head                                           | 24-03-2003            | -                     | -               | -            | Livealbum     |
| The Singles 1984-2004                                                                | 29-11-2004            | -                     | -               | -            | Verzamelalbum |
| Analogue                                                                             | 04-11-2005            | 12-11-2005            | 50              | 3            |               |
| Foot of the Mountain                                                                 | 12-06-2009            | 20-06-2009            | 83              | 1            |               |
| 25                                                                                   | 06-08-2010            | 09-10-2010            | 73              | 2            | Verzamelalbum |
| Ending on a High Note - The Final Concert - Live at Oslo Spektrum, December 4th 2010 | 01-04-2011            | 09-04-2011            | 72              | 1            | Livealbum     |
| Cast in Steel                                                                        | 04-09-2015            | 12-09-2015            | 5               | 3            |               |
| MTV Unplugged - Summer Solstice                                                      | 06-10-2017            | 14-10-2017            | 98              | 1            | Akoestisch    |
| True North                                                                           | 21-10-2022            | 29-10-2022            | 11              | 1            |               |

| Album met hitnotering(en) in de Vlaamse Ultratop 200 albums                          | Datum van verschijnen | Datum van binnenkomst | Hoogste positie | Aantal weken | Opmerkingen   |
| ------------------------------------------------------------------------------------ | --------------------- | --------------------- | --------------- | ------------ | ------------- |
| Analogue                                                                             | 2005                  | 26-11-2005            | 98              | 1            |               |
| Foot of the Mountain                                                                 | 2009                  | -                     | -               | -            |               |
| 25                                                                                   | 2010                  | 09-10-2010            | 87              | 2            | Verzamelalbum |
| Ending on a High Note - The Final Concert - Live at Oslo Spektrum, December 4th 2010 | 2011                  | 16-04-2011            | 87              | 1            | Livealbum     |
| Cast in Steel                                                                        | 2015                  | 12-09-2015            | 35              | 7            |               |
| MTV Unplugged - Summer Solstice                                                      | 2017                  | 14-10-2017            | 93              | 1            | Akoestisch    |
| True North                                                                           | 2022                  | 29-10-2022            | 15              | 3            |               |

### Singles
| Single met eventuele hitnotering(en) in de Nederlandse Top 40 | Datum van verschijnen | Datum van binnenkomst | Hoogste positie | Aantal weken | Opmerkingen                                                                                |
| ------------------------------------------------------------- | --------------------- | --------------------- | --------------- | ------------ | ------------------------------------------------------------------------------------------ |
| Take On Me                                                    | 19-10-1985            | 1985                  | 1(1wk)          | 12           | TROS Paradeplaat Hilversum 3 / #1 in de Nationale Hitparade / #1 in de laatste TROS Top 50 |
| The Sun Always Shines on T.V.                                 | 16-12-1985            | 1986                  | 5               | 10           | #4 in de Nationale Hitparade                                                               |
| Hunting High and Low (remix)                                  | 02-06-1986            | 1986                  | 15              | 8            | #9 in de Nationale Hitparade                                                               |
| I've Been Losing You                                          | 22-09-1986            | 1986                  | 11              | 7            | Veronica Alarmschijf Radio 3/ #11 in de Nationale Hitparade                                |
| Cry Wolf                                                      | 24-11-1986            | 1987                  | 16              | 6            | Veronica Alarmschijf Radio 3 / #12 in de Nationale Hitparade                               |
| Manhattan Skyline                                             | 16-02-1987            | 21-03-1987            | -               | -            | #53 in de Nationale Hitparade Top 100                                                      |
| The Living Daylights                                          | 22-06-1987            | 1987                  | 11              | 8            | Veronica Alarmschijf Radio 3 / #9 in de Nationale Hitparade Top 100                        |
| Stay on These Roads                                           | 14-03-1988            | 1988                  | 8               | 8            | #10 in de Nationale Hitparade Top 100                                                      |
| The Blood That Moves the Body                                 | 06-06-1988            | 1988                  | 28              | 4            | #24 in de Nationale Hitparade Top 100                                                      |
| Touchy!                                                       | 15-08-1988            | 1988                  | 14              | 8            | TROS Paradeplaat Radio 3 / #13 in de Nationale Hitparade Top 100                           |
| You Are the One                                               | 21-11-1988            | 03-12-1988            | -               | -            | #56 in de Nationale Hitparade Top 100                                                      |
| Crying in the Rain                                            | 17-09-1990            | 1990                  | 11              | 7            | TROS Paradeplaat Radio 3 / #10 in de Nationale Top 100                                     |
| I Call Your Name                                              | 12-1990               | 1990                  | tip3            | -            | #38 in de Nationale Top 100                                                                |
| Move to Memphis                                               | 04-10-1991            | 1991                  | tip12           | -            | #61 in de Nationale Top 100                                                                |
| Summer Moved On                                               | 22-05-2000            | 15-04-2000            | -               | -            | #74 in de Mega Top 100                                                                     |
| Forever Not Yours                                             | 02-04-2002            | 18-05-2002            | -               | -            | #82 in de Mega Top 100                                                                     |

| Single met hitnotering(en) in de Vlaamse Ultratop 50 | Datum van verschijnen | Datum van binnenkomst | Hoogste positie | Aantal weken | Opmerkingen |
| ---------------------------------------------------- | --------------------- | --------------------- | --------------- | ------------ | ----------- |
| Take on Me                                           | 19-10-1985            | 09-11-1985            | 1               | 14           |             |
| The Sun Always Shines on T.V.                        | 16-12-1985            | 25-01-1986            | 5               | 11           |             |
| Train of Thought                                     | 24-03-1986            | 26-04-1986            | 22              | 5            |             |
| Hunting High and Low                                 | 02-06-1986            | 12-07-1986            | 20              | 8            |             |
| I've Been Losing You                                 | 22-09-1986            | 18-10-1986            | 13              | 8            |             |
| Cry Wolf                                             | 24-11-1986            | 20-12-1986            | 15              | 9            |             |
| Manhattan Skyline                                    | 16-02-1987            | 21-03-1987            | 16              | 5            |             |
| The Living Daylights                                 | 22-06-1987            | 11-07-1987            | 4               | 10           |             |
| Stay on These Roads                                  | 14-03-1988            | 16-04-1988            | 10              | 9            |             |
| The Blood That Moves the Body                        | 06-06-1988            | 02-07-1988            | 16              | 3            |             |
| Touchy!                                              | 15-08-1988            | 17-09-1988            | 14              | 8            |             |
| You Are the One                                      | 21-11-1988            | 03-12-1988            | 22              | 4            |             |
| Crying in the Rain                                   | 17-09-1990            | 20-10-1990            | 12              | 9            |             |
| Summer Moved On                                      | 22-05-2000            | 22-04-2000            | tip2            | -            |             |
| Celice                                               | 04-10-2005            | 22-10-2005            | tip9            | -            |             |

### NPO Radio 2 Top 2000
| Nummers met noteringen in de NPO Radio 2 Top 2000 | '99 | '00 | '01 | '02 | '03 | '04  | '05  | '06  | '07  | '08  | '09  | '10  | '11  | '12  | '13  | '14  | '15  | '16  | '17  | '18  | '19  | '20  | '21  | '22  | '23 | '24  |
| ------------------------------------------------- | --- | --- | --- | --- | --- | ---- | ---- | ---- | ---- | ---- | ---- | ---- | ---- | ---- | ---- | ---- | ---- | ---- | ---- | ---- | ---- | ---- | ---- | ---- | --- | ---- |
| Hunting High and Low                              | -   | 364 | -   | -   | -   | -    | 592  | 818  | 605  | 962  | 844  | 720  | 917  | 950  | 1037 | 942  | 865  | 821  | 870  | 1826 | 1858 | 1963 | 1945 | 1924 | -   | 1804 |
| Take on Me                                        | 132 | 68  | 72  | 79  | 145 | 146  | 147  | 247  | 179  | 152  | 345  | 293  | 308  | 368  | 394  | 284  | 227  | 178  | 156  | 321  | 331  | 299  | 330  | 344  | 331 | 300  |
| The Sun Always Shines on T.V.                     | -   | 870 | 494 | 357 | 909 | 1273 | 1190 | 1627 | 1272 | 1159 | 1716 | 1635 | 1710 | 1713 | -    | 1827 | 1719 | 1692 | 1775 | -    | -    | -    | -    | -    | -   | -    |

1. ↑  Een '-' betekent dat het nummer niet was genoteerd en een vetgedrukt getal geeft de hoogste notering van een nummer aan.

### Dvd's
| Dvd's met hitnoteringen in de Nederlandse Music Top 30                              | Datum van verschijnen | Datum van binnenkomst | Hoogste positie | Aantal weken | Opmerkingen |
| ----------------------------------------------------------------------------------- | --------------------- | --------------------- | --------------- | ------------ | ----------- |
| Ending On a High Note - The Final Concert: Live at Oslo Spektrum, December 4th 2010 | 2011                  | 09-04-2011            | 11              | 3            |             |
| MTV Unplugged - Summer Solstice                                                     | 2017                  | 14-10-2017            | 8               | 7            |             |